# San Bautista

Municipalité de San Bautista

San Bautista est une ville et une municipalité de l'Uruguay située dans le département de Canelones.

## Population
Sa population est de 1 973 habitants environ (2011).
| Année | Population |
| ----- | ---------- |
| 1963  | 1 750      |
| 1975  | 1 454      |
| 1985  | 1 555      |
| 1996  | 1 685      |
| 2004  | 1 880      |
| 2011  | 1 973      |

Référence,

## Gouvernement
Le maire (alcalde) de la ville est Omar Negri (Parti Colorado).

## Personnalités
- Agustín Álvarez Martínez (2001-), footballeur, est né à San Bautista.